# Firmino Alves
Firmino Alves är en kommun i Brasilien.   Den ligger i delstaten Bahia, i den östra delen av landet, 900 km öster om huvudstaden Brasília. Antalet invånare är 5 385.
Omgivningarna runt Firmino Alves är huvudsakligen savann. Runt Firmino Alves är det ganska glesbefolkat, med 29 invånare per kvadratkilometer.